# 1275 Cimbria
1275 Cimbria (1932 WG) là một tiểu hành tinh vành đai chính được phát hiện ngày 30 tháng 11 năm 1932 bởi Reinmuth, K. ở Heidelberg.